# University of the Arts London
Die Universität der Künste London (engl.: University of the Arts London) ist eine staatliche Universität in London und ein föderaler Zusammenschluss von sechs Kunsthochschulen.
Die Universität wurde 2004 aus dem London Institute gegründet und war zwei Jahre später mit 27.970 Studenten eine der größten Kunstuniversitäten in Europa. 2006 wurde das Wimbledon College of Arts an die Universität angeschlossen.

## Gliederung
- Camberwell College of Arts
- Central Saint Martins College of Art and Design
- Chelsea College of Art and Design
- London College of Communication
- London College of Fashion
- Wimbledon College of Arts

## Zahlen zu den Studierenden
Von den 19.965 Studenten des Studienjahrens 2019/2020 nannten sich 15.160 weiblich (75,9 %) und 4.750 männlich (23,8 %). 8.870 Studierende kamen aus England, 125 aus Schottland, 145 aus Wales, 55 aus Nordirland, 2.635 aus der EU und 8.125 aus dem Nicht-Eu-Ausland. Damit kamen 10.755 (53,9 %) von außerhalb Großbritanniens. 15.735 der Studierenden strebten 2019/2020 ihren ersten Studienabschluss an, sie waren also undergraduates. 4.230 arbeiteten auf einen weiteren Abschluss hin, sie waren postgraduates. Davon arbeiteten 180 in der Forschung.
2006 waren 27.970 Studenten eingeschrieben gewesen.